# Kevin Strijbos
Kevin Strijbos   (Geel, 13 d'agost de 1985) és un pilot de motocròs flamenc. Al llarg de la seva carrera, ha estat Campió d'Europa de 125cc (2001), dues vegades subcampió del Món (2006 i 2007), amb un total de 6 victòries en Grans Premis, i ha integrat la selecció belga que va guanyar el Motocross des Nations el 2004. També ha guanyat un campionat britànic i un de Bèlgica de motocròs.

## Palmarès al mundial de motocròs
A 31 de desembre de 2019
Font:
| Any  | Motocicleta | Mx GP |
| ---- | ----------- | ----- |
| 2003 | Suzuki      | 9è    |
|      |             | MX1   |
| 2004 | Suzuki      | 5è    |
| 2005 | Suzuki      | 16è   |
| 2006 | Suzuki      | 2n    |
| 2007 | Suzuki      | 2n    |
| 2008 | Kawasaki    | 24è   |
| 2009 | Honda       | 19è   |
| 2010 | Suzuki      | 13è   |
| 2011 | Suzuki      | 10è   |
| 2012 | KTM         | 6è    |
| 2013 | Suzuki      | 4t    |
|      |             | MXGP  |
| 2014 | Suzuki      | 3r    |
| 2015 | Suzuki      | 12è   |
| 2016 | Suzuki      | 11è   |
| 2017 | Suzuki      | 15è   |
| 2018 | KTM         | 14è   |
| 2019 | Yamaha      | 22è   |